# Маклийн (окръг, Кентъки)
Вижте пояснителната страница за други значения на Маклийн.
Окръг Маклийн (на английски: McLean County) е окръг в щата Кентъки, Съединени американски щати. Площта му е 663 km², а населението - 9938 души (2000). Административен център е град Калхун.